# Humberto Sierra
Humberto de Jesús Sierra Sánchez (Envigado, Colombia, 21 de julio de 1960) es un exfutbolista y entrenador colombiano. Jugaba de mediocampista, disputó más de 400 partidos en su carrera anotando alrededor de 88 goles.

## Trayectoria

### Jugador
Se formó en la Selección Antioquia, con buenas presentaciones es recomendado por Tucho Ortiz para jugar en el América de Cali donde logra debutar profesionalmente, gana 4 títulos (1 en reservas y 3 con la profesional) y anota 43 goles en 137 partidos.
Estuvo cedido por el DIM en varios equipos, en el fútbol internacional estuvo 3 temporadas en Deportes La Serena y Sport Marítimo en este último club anotó su único gol en Copa Libertadores.
En el FPC registra una estadística oficial de 384 partidos jugados y 87 goles anotados. No se encuentran datos con claridad de su paso por Venezuela y Chile.

### Otros cargos
En 1999 fue asistente de Alexis García en el Once Caldas.
Regresa al blanco-blanco en 2009 recomendado por Javier Álvarez para hacer la veces de director deportivo luego de la salida de Álvarez y llegada de Juan Carlos Osorio él se queda en el cargo y comienza una buena amistad con Osorio y Luis Pompilio Páez, luego de la salida de Osorio al fútbol mexicano y que Páez tomará en propiedad la dirección técnica del club él asume como asistente tras una campaña donde no lograron los objetivos renuncian al club.
Para el finalización del 2012 se unen nuevamente a Osorio en el Atlético Nacional donde ganan múltiples títulos. Él no hizo parte del CT de Osorio en el Sao Paulo ya que el club solo permitió un asistente por lo que se queda en la institución verdolaga asistiendo a Reinaldo Rueda y Bernardo Redin. Con la llegada de Osorio y Páez a las Selección Mexicana se vuelve a unir a ese cuerpo técnico en 2015.

### Director técnico de La Equidad
Durante la temporada 2019 dirigió a La Equidad, club con el que llegó a cuartos de final de la Copa Sudamericana 2019.

### Director técnico de Independiente Medellín
El 15 de noviembre de 2020, fue nombrado como director técnico encargado del Independiente Medellín, teniendo así su segunda experiencia como técnico en propiedad.

## Clubes

### Como jugador
| Club                      | País      | Año         |
| ------------------------- | --------- | ----------- |
| América de Cali           | Colombia  | 1980 - 1984 |
| Atlético Nacional         | Colombia  | 1985 - 1987 |
| Independiente de Medellín | Colombia  | 1988        |
| Deportes La Serena        | Chile     | 1989 - 1990 |
| Atlético Bucaramanga      | Colombia  | 1990        |
| Sport Marítimo            | Venezuela | 1991        |
| Cúcuta Deportivo          | Colombia  | 1992        |
| Independiente de Medellín | Colombia  | 1992        |
| Envigado FC               | Colombia  | 1993        |
| Independiente de Medellín | Colombia  | 1992        |

### Como director deportivo
| Club        | País     | Año         |
| ----------- | -------- | ----------- |
| Once Caldas | Colombia | 2009 - 2011 |

### Como asisitente
| Club                   | País     | Año         | Asistente de       |
| ---------------------- | -------- | ----------- | ------------------ |
| Once Caldas            | Colombia | 1999        | Alexis García      |
| Once Caldas            | Colombia | 2012        | Pompilio Páez      |
| Atlético Nacional      | Colombia | 2012 - 2015 | Juan Carlos Osorio |
| Atlético Nacional      | Colombia | 2015        | Reinaldo Rueda     |
| Selección Mexicana     | México   | 2015 - 2018 | Juan Carlos Osorio |
| Independiente Medellín | Colombia | 2020        | Javier Álvarez     |
| Jaguares de Córdoba    | Colombia | 2023        | Pompilio Páez      |

### Como técnico
| Club                   | País     | Año  |
| ---------------------- | -------- | ---- |
| La Equidad             | Colombia | 2019 |
| Independiente Medellín | Colombia | 2020 |

## Estadistícas como entrenador
Actualizado hasta el último partido dirigido con La Equidad el día 31 de agosto de 2019.
| Equipo                 | Torneo     | Partidos | Partidos | Partidos | Partidos |
| Equipo                 | Torneo     | PD       | PG       | PE       | PP       |
| ---------------------- | ---------- | -------- | -------- | -------- | -------- |
| La Equidad · Colombia  |            |          |          |          |          |
| Liga 2019              | 28         | 5        | 11       | 12       |          |
| Copa Colombia 2019     | 2          | 1        | 0        | 1        |          |
| Copa Sudamericana 2019 | 8          | 4        | 2        | 2        |          |
| Total club             | Total club | 38       | 10       | 13       | 15       |

## Palmarés

### Campeonatos nacionales
| Título           | Club            | País     | Año  |
| ---------------- | --------------- | -------- | ---- |
| Primera División | América de Cali | Colombia | 1982 |
| Primera División | América de Cali | Colombia | 1983 |
| Primera División | América de Cali | Colombia | 1984 |